# Lampung
Lampung là một tỉnh của Indonesia, nằm ở mỏm phía Nam của đảo Sumatra. Những cư dân đầu tiên của Lampung là bộ tộc Lampung có ngôn ngữ riêng khác với các ngôn ngữ khác ở Sumatra và có hệ thống chữ viết tượng thanh riêng. Tỉnh lỵ là thành phố Bandar Lampung. Lampung còn một thành phố khác là Metro. Ngoài hai thành phố trên, Lampung còn có 9 huyện nữa.
Lampung được biết đến nhiều bởi đặc trưng địa lý bất ổn định với nhiều động đất và hoạt động của núi lửa. Trận động đất mạnh ngày 10 tháng 5 năm 2005 gây thiệt hại nặng cho tỉnh.
Kinh tế Lampung dựa vào ngành dệt và nông nghiệp (cà phê, ca cao, dừa và đinh hương).